# Wuda singularis
Wuda singularis là một loài tò vò trong họ Ichneumonidae.